# امپراتور مینگ هان

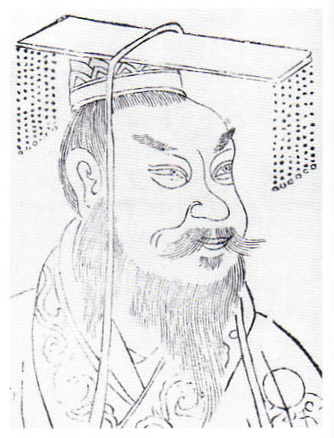
امپراتور مینگ، چهارمین پسر و دومین ولی‌عهد امپراتور گوانگوو هان، نخستین امپراتور هان شرقی بود.

امپراتور مینگ هان با نام تولد لیو یانگ (سپس لیو ژوانگ) دومین امپراتور هان شرقی پس از پدرش بود. امپراتور مینگ، چهارمین پسر و دومین ولی‌عهد امپراتور گوانگوو هان، نخستین امپراتور هان شرقی بود.